# Almindelig kongepen
Almindelig kongepen (Hypochoeris radicata) er en 30-40 cm høj urt, der i Danmark er meget almindelig f.eks. langs veje, på overdrev og i klitter. Almindelig kongepen er en typisk plante fra Kurvblomst-familien.

## Beskrivelse
Almindelig kongepen er en flerårig urt. Stænglerne er bladløse og kun behårede for neden. Bladene sidder samlede i en roset ved jorden. De er stift hårede og har fliget rand. Blomstringen sker fra juni til august. De 2-3 cm brede blomsterkurve har gule, tungeformede enkeltblomster. Frugterne er nødder med en lille skærm (som hos Mælkebøtte).
Rodnettet består af en kraftig, lodret rodstok, som bærer forholdsvis få, men dybtgående siderødder.
Højde x bredde og årlig tilvækst: 0,40 × 0,20 m (40 × 20 cm/år).

## Voksested
Planten vokser på tør, mager bund sammen med f.eks. ene, bakkejordbær, bølget bunke, gul snerre, hedelyng, rød svingel, sandstar og sød astragel.
Almindelig kongepen er meget almindelig i hele Danmark langs veje, på agerjord, overdrev, skrænter og i klitter.
| Portal | Portal:Botanik |